# Teste de Ortolani

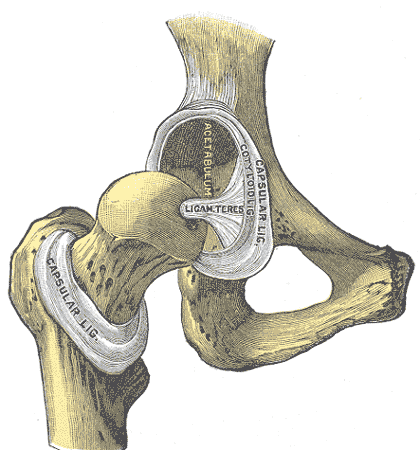
Visão frontal da articulação do quadril.

Teste de Ortolani ou manobra de Ortolani é um teste realizado no exame físico para investigação de displasia de quadril em recém-nascidos. Também é utilizado na medicina veterinária.

## Execução
A Manobra de Ortolani consiste na flexão dos membros inferiores seguida da abdução da coxa para pesquisa de luxação congénita da anca/displasia de quadril. 
Na existência de uma displasia de quadril, ocorre um estalo (o sinal de Ortolani).
Em casos positivos, o teste deve ser somente repetido uma vez, para evitar lesões.

## Uso na medicina veterinária
O teste de Ortolani também é utilizado para investigação de displasia de quadril em cães.

## História
O teste recebe o nome em homenagem ao médico pediatra italiano Marino Ortolani.